# Kościół pielgrzymkowy w Birnau
Kościół pielgrzymkowy w Birnau (niem. Wallfahrtskirche Birnau) – rokokowa świątynia rzymskokatolicka znajdująca się w niemieckiej gminie Uhldingen-Mühlhofen, nad Jeziorem Bodeńskim.

## Historia
Kaplica pielgrzymkowa znajdowała się w tej okolicy już w IX wieku. Prawdopodobnie w XIV wieku na jej miejscu wzniesiono kościół, w którym w 1420 roku ustawiono 80-centymetrową figurę Maryi. 26 grudnia 1643 świątynia została zniszczona przez pożar, lecz figurka została wyniesiona przez mężczyznę z Salem, dzięki czemu uniknęła zniszczenia. Na początku XVIII wieku cystersi z klasztoru Birnau mieli w planach przenieść figurę na teren swojej placówki, co wywołało konflikt z mieszkańcami Überlingen. Ostatecznie papież Benedykt XIV zgodził się na przeniesienie figury, a starą kaplicę rozebrano. Figurę Maryi uroczyście przetransportowano 12 marca 1746, a nowy kościół wzniesiono w latach 1747–1750 według projektu Petera Thumba. Po sekularyzacji klasztoru w 1803 roku kościół popadł w ruinę. W 1919 świątynię wraz z okolicznym zamkiem Maurach nabyło opactwo terytorialne Wettingen-Mehrerau, które ją gruntownie wyremontowało. W 1941 obiekt został zamknięty przez hitlerowców, otwarto go ponownie w 1945. W 1971 papież Paweł VI wyniósł kościół do godności bazyliki mniejszej.

## Architektura
Świątynia rokokowa, salowa, długa na prawie 50 metrów. Do fasady z obu stron dostawione są budynki dawnego klasztoru, stojące równolegle do linii brzegowej jeziora. Między nimi znajduje się 51-metrowa dzwonnica.
Wnętrze zdobi cykl obrazów Gottfrieda Bernharda Göza, trzy wielkie freski na sklepieniu oraz siedem ołtarzy bocznych, z czego trzy pochodzą ze starego, XIV-wiecznego kościoła.
Na emporze znajdują się 39-rejestrowe organy, wykonane w 1950 roku.

### Dzwony
Na wieży kościoła zawieszonych jest 5 brązowych dzwonów:
| nr | Waga    | Ton    | Średnica | Data odlania | Ludwisarnia                 |
| -- | ------- | ------ | -------- | ------------ | --------------------------- |
| 1  | 1443 kg | e'-1   | 1255 mm  | 1990         | Karlsruhe                   |
| 2  | 972 kg  | fis'-3 | 1113 mm  | 1990         | Karlsruhe                   |
| 3  | 736 kg  | gis'-1 | 1031 mm  | 1961         | F. W. Schilling, Heidelberg |
| 4  | 655 kg  | h'-1   | 926 mm   | 1990         | Karlsruhe                   |
| 5  | 450 kg  | cis"-2 | 854 mm   | 1961         | F. W. Schilling, Heidelberg |

## Galeria

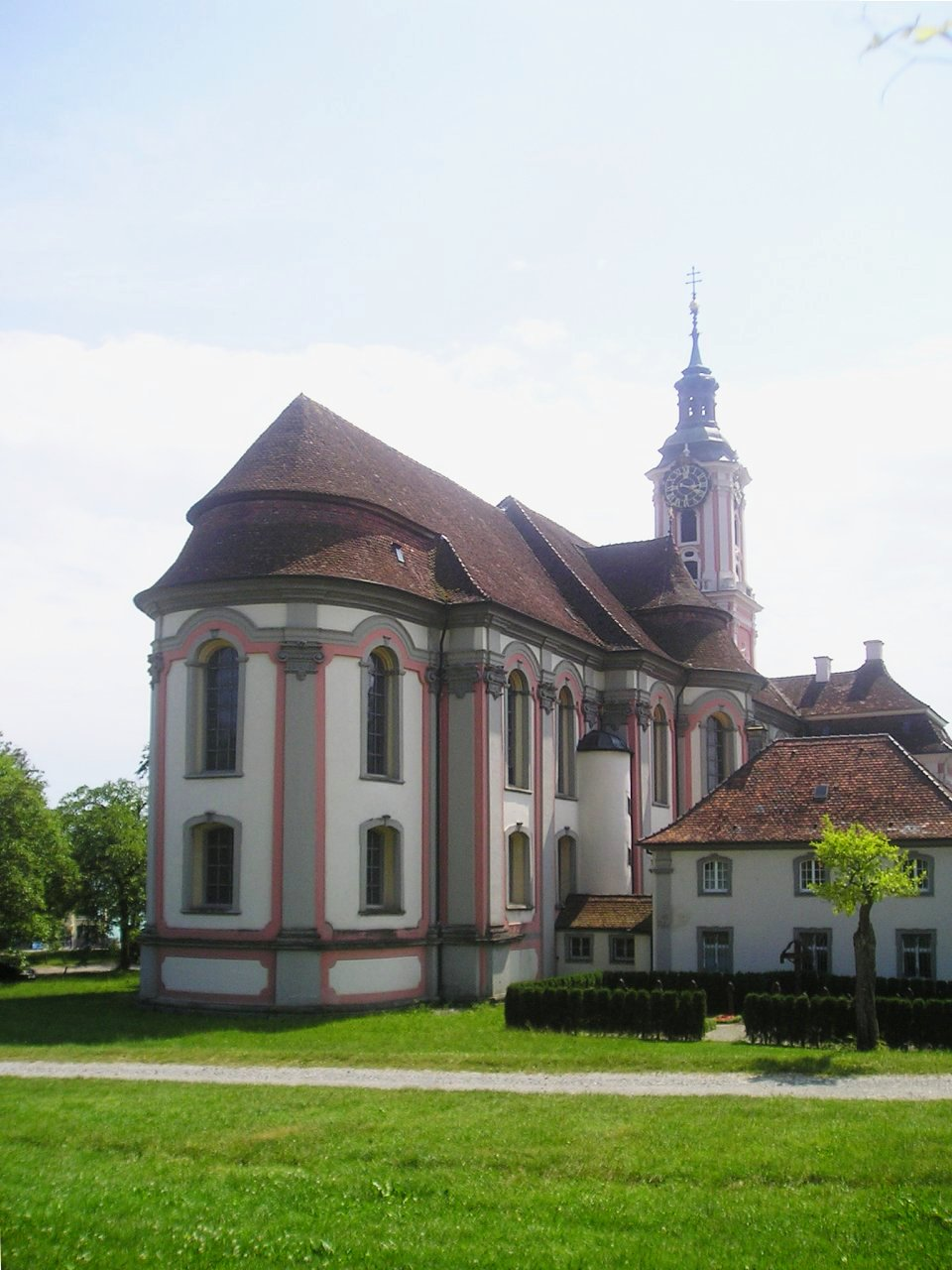
Widok z północy
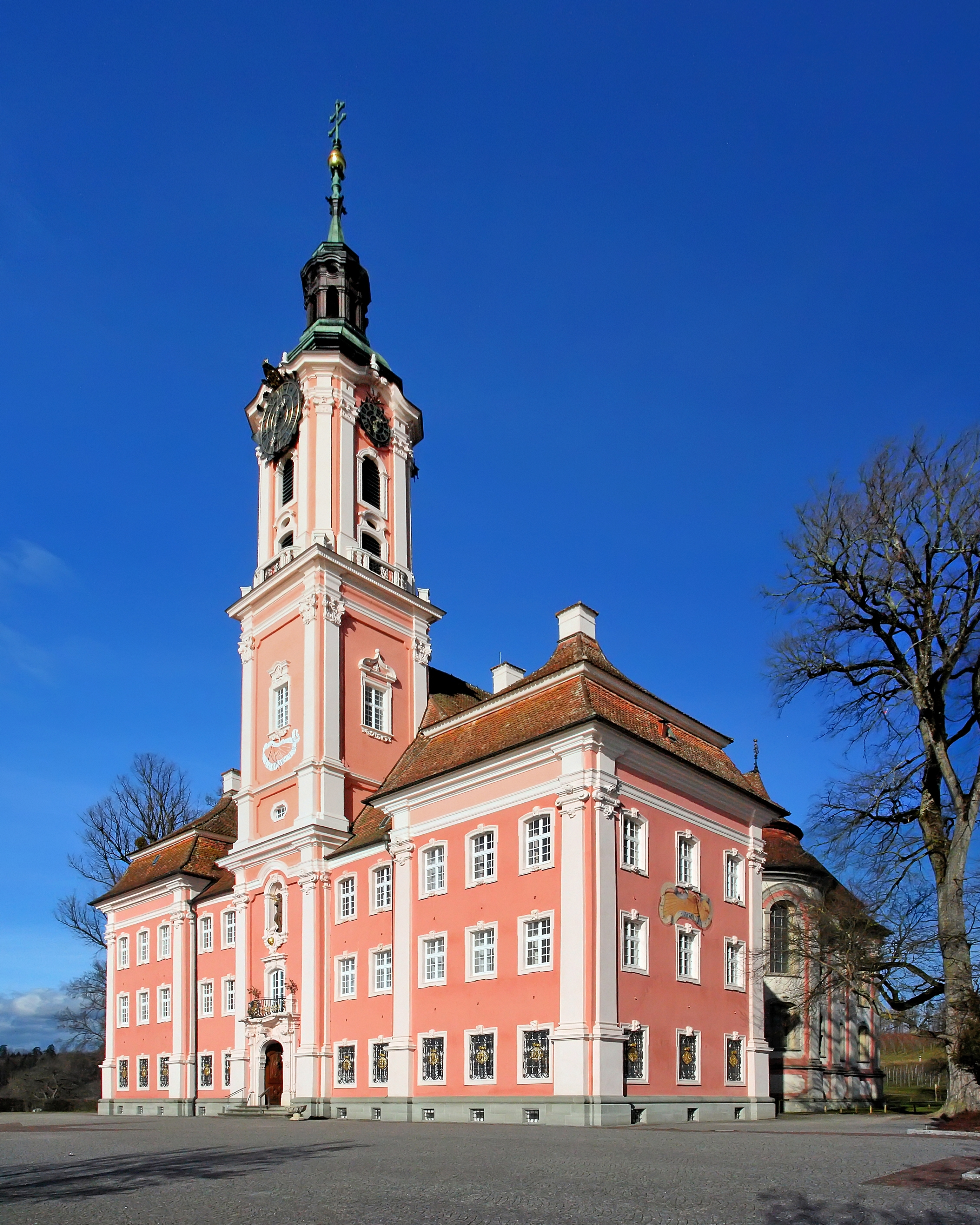
Widok z południa
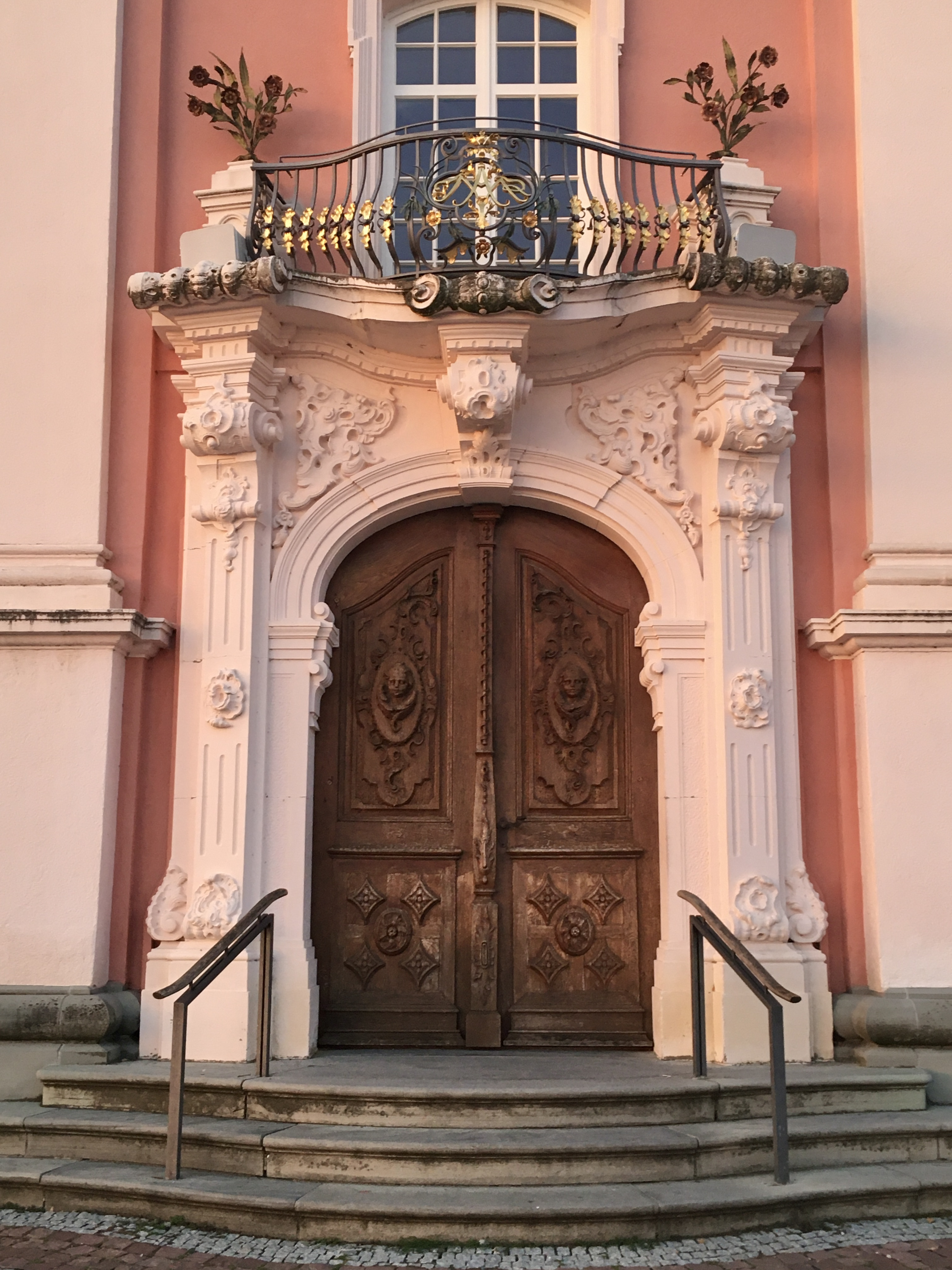
Drzwi
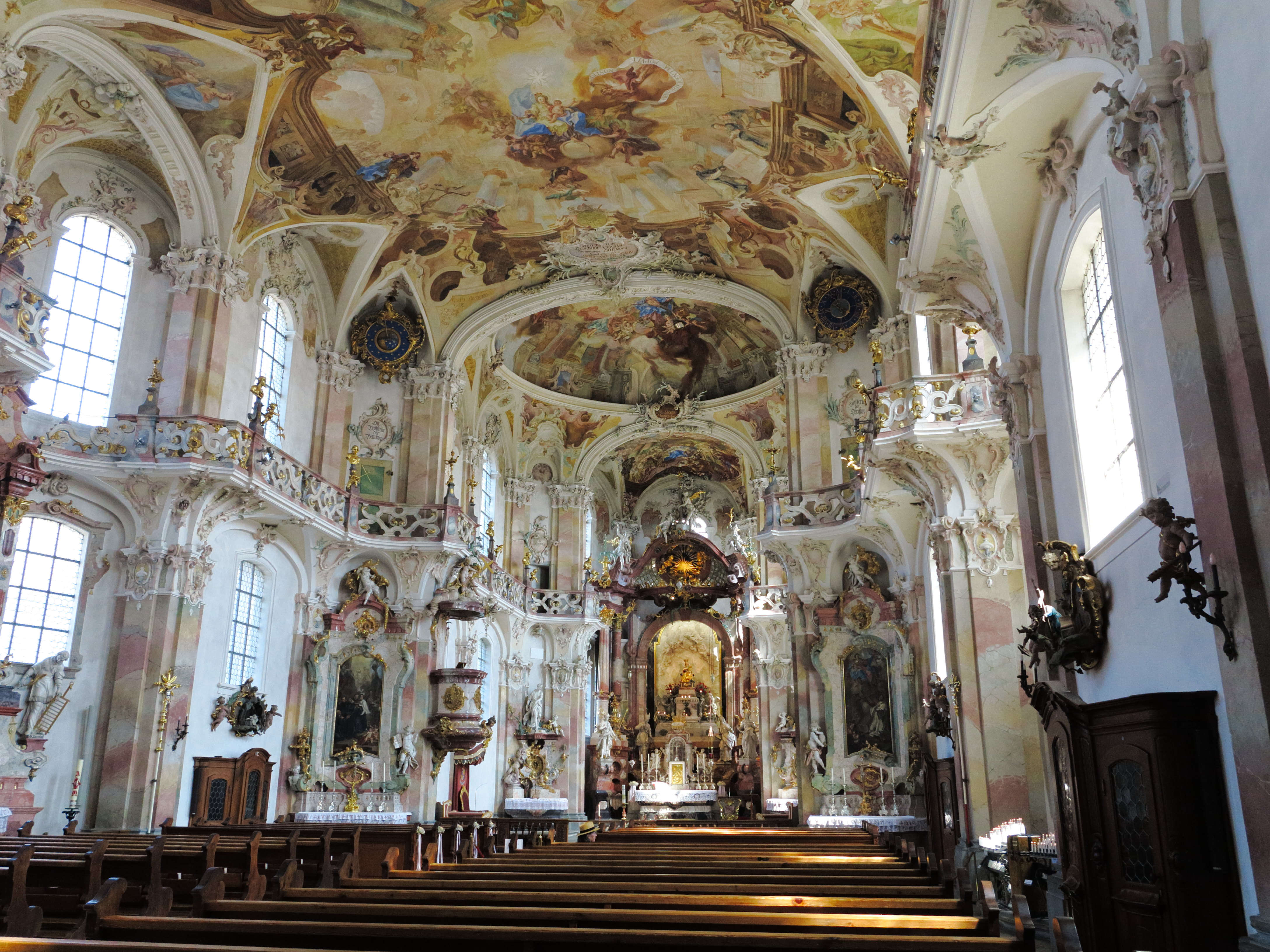
Wnętrze
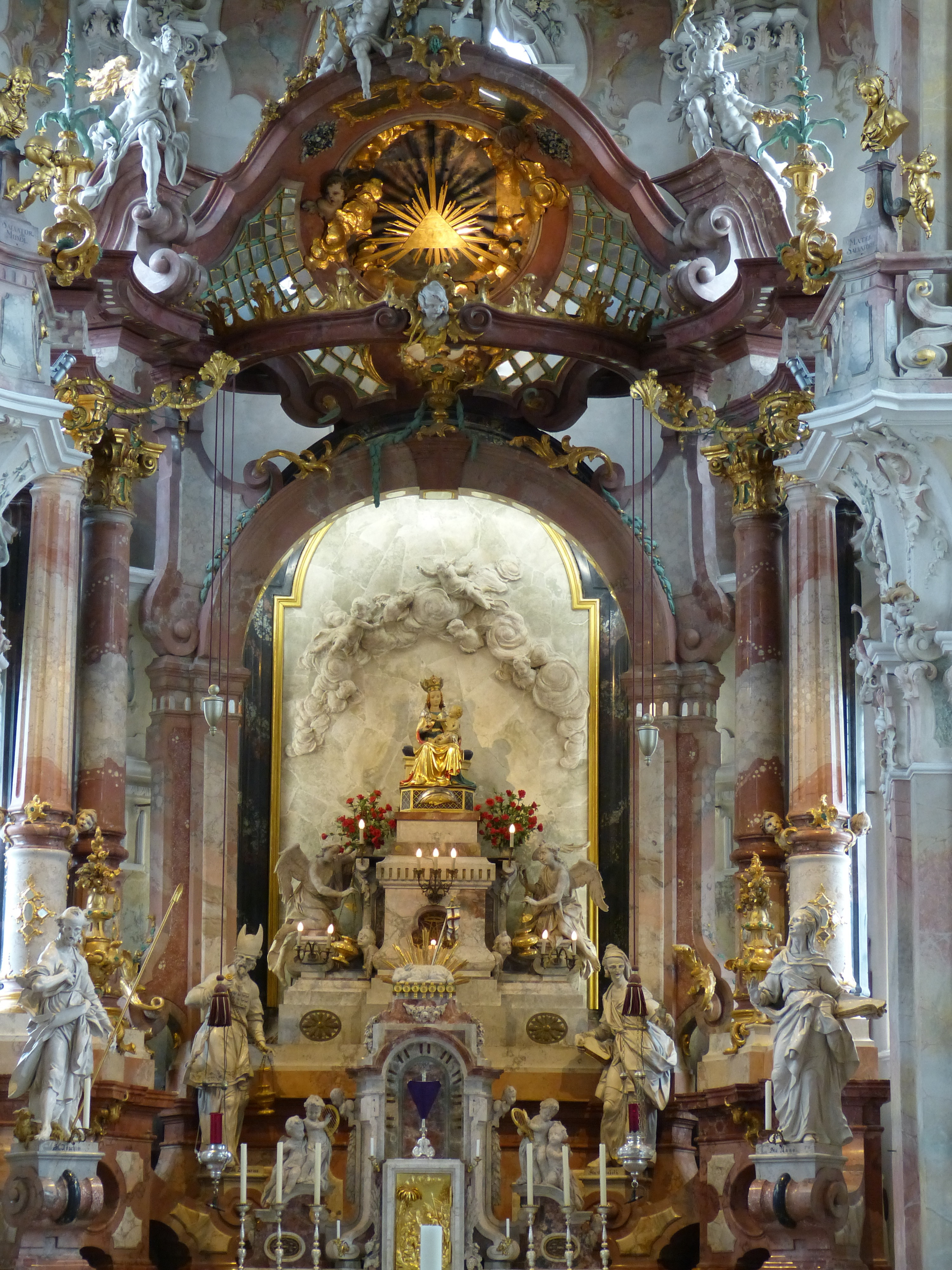
Ołtarz główny
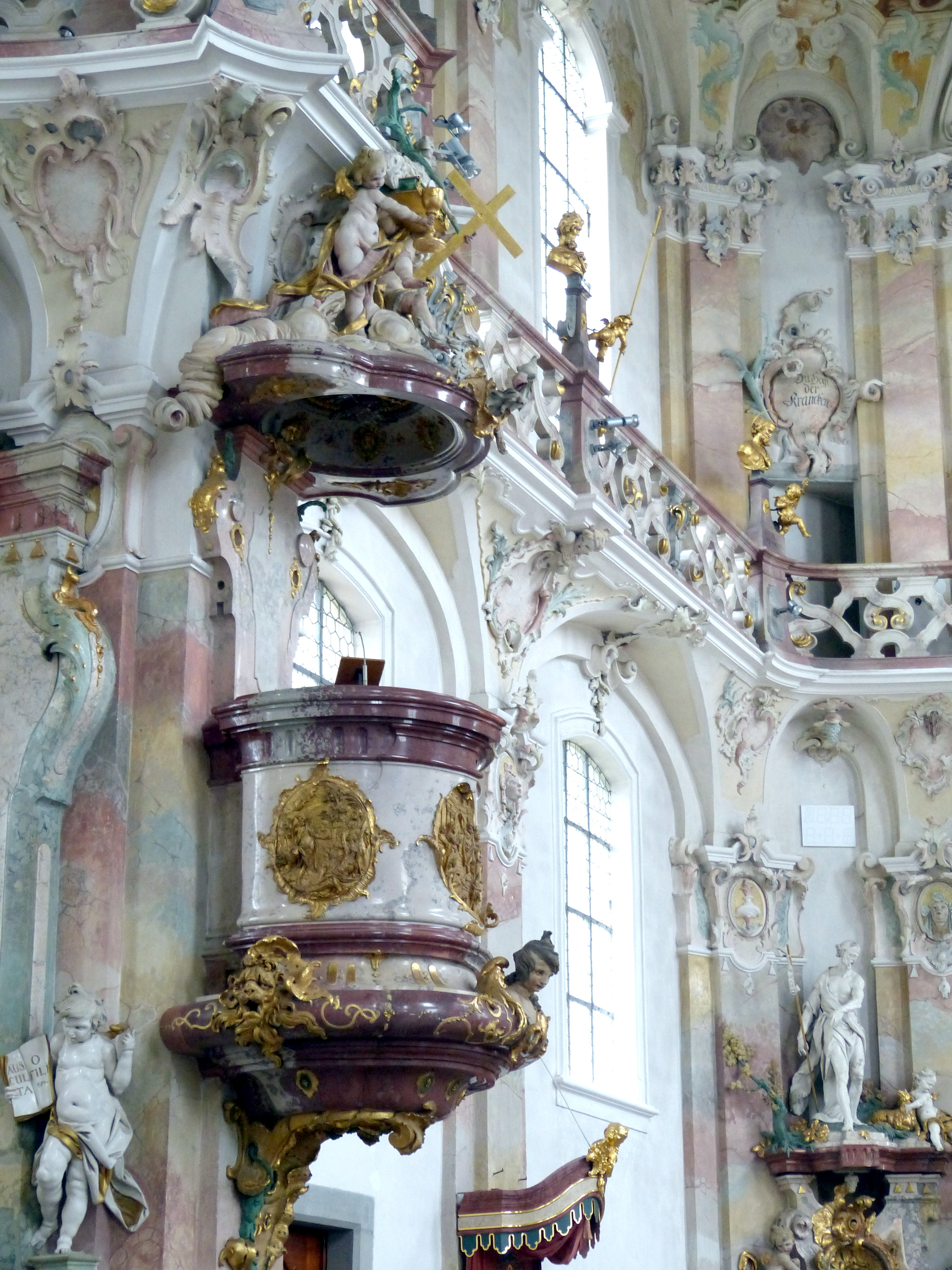
Ambona
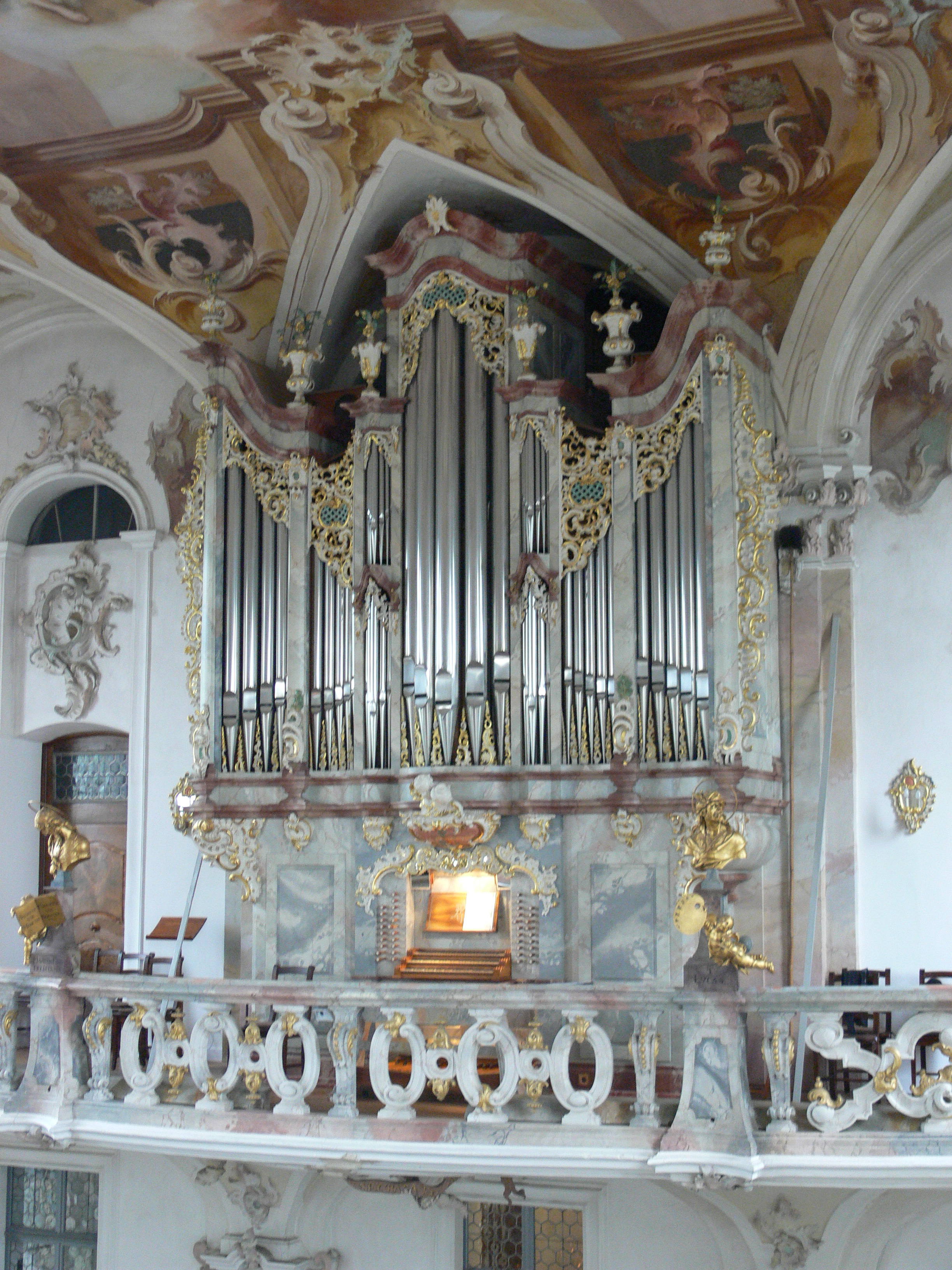
Organy